# Elecciones generales de Antigua y Barbuda de 1956
Las elecciones generales de Antigua y Barbuda de 1956 tuvieron lugar el 1 de noviembre del mencionado año con el objetivo de renovar los ocho escaños electos del Consejo Legislativo, parlamento local de Antigua y Barbuda, entonces una colonia del Imperio británico. Se trató de las terceras elecciones generales en la historia antiguana y las segundas bajo sufragio universal. Fueron también las últimas antes de la concesión de un autogobierno limitado al archipiélago en 1960, ya que las funciones ejecutivas seguían en manos del gobernador británico.
El Partido Laborista de Antigua (ALP), liderado por Vere Cornwall Bird y brazo político de los poderosos sindicatos que encabezaban las demandas por concesiones laborales y políticas de parte del gobierno colonial, era por entonces el único partido mayoritario de la colonia y la única fuerza que presentó candidaturas en todas las circunscripciones, logrando ganar tres de ellas sin oposición el día de la nominación, incluyendo la del propio Bird. La pequeña clase media, en general representada por la minoría blanca portuguesa, mestiza y asiática, conformó el Partido Nacional de Antigua (ANP), liderado por John Rowan Henry, y presentó cuatro candidatos. La Unión Postal (PU), liderada por Emanuel DeSouza, postuló dos candidatos. Fue la última ocasión hasta 2014 en la que no hubo candidatos independientes.
A pesar de la presencia de nuevos partidos opositores, el ALP continuó siendo ferozmente hegemónico debido a su papel como único representante aparente de la mayor parte de la población trabajadora y obtuvo la victoria en todas las circunscripciones disputadas con un 86,69% de los votos contra el 12,54% del ANP y el 0,77% de la PU. Cuatro de los seis candidatos opositores que se presentaron obtuvieron menos del 12% de los votos y perdieron sus depósitos. Debido a las escasas funciones legislativas del Consejo electo, así como de la hegemonía incuestionable del ALP, la elección careció de interés para buena parte de la población y la participación fue baja, cayendo a un 57,02% del electorado registrado. Frente a las crecientes presiones por una mayor autonomía, el régimen colonial concedió a Antigua y Barbuda un gobierno ministerial y Bird, en calidad de líder del partido mayoritario en el Consejo, fue designado ministro de Comercio e Industria.
Este arregló duró poco tiempo. En 1959 se aprobó finalmente la concesión de un autogobierno parlamentario limitado para la colonia, creando por primera vez un ejecutivo electo para Antigua y Barbuda. En este sentido, el Consejo Legislativo adquirió la capacidad de dar confianza a un jefe de Gobierno local y Bird fue juramentado el 1 de enero de 1960 como ministro principal.

## Sistema electoral
De acuerdo con la constitución entonces vigente el Consejo Legislativo de Antigua y Barbuda, órgano legislativo del gobierno colonial, se compondría de trece escaños. Uno de estos sería el gobernador, quien designaría a otros cuatro. Los ocho restantes serían elegidos por voto directo mediante un sistema de escrutinio mayoritario uninominal, con el territorio de la colonia dividido en ocho circunscripciones, cada una de las cuales estaría representada por un miembro del Consejo elegido a simple mayoría de votos. El mandato máximo del Consejo Legislativo sería de cinco años. Todos los ciudadanos mayores de veintiuno tendrían derecho a voto.

## Resultados

### Nivel general
|  | 86.69 % |

|  | 12.54 % |

|  | 0.77 % |

|  | 97.77 % |

|  | 2.23 % |

|  | 100.00 % |

|  | 57.02 % |

### Resultados por circunscripción
|  | 81.48 % |

|  | 16.48 % |

|  | 2.04 % |

|  | 78.60 % |

|  | 21.40 % |

|  | 97.41 % |

|  | 2.59 % |

|  | 90.24 % |

|  | 9.76 % |

|  | 89.90 % |

|  | 10.10 % |